# Lathys jubata
Lathys jubata är en spindelart som först beskrevs av Denis 1947.  Lathys jubata ingår i släktet Lathys och familjen kardarspindlar.
Artens utbredningsområde är Frankrike. Inga underarter finns listade i Catalogue of Life.